# Antoine Andurand
Pour les articles homonymes, voir Andurand.
Antoine Andurand est un homme politique français né le 3 avril 1747 à Villefranche-de-Rouergue (Aveyron) et décédé le 12 juillet 1818 au même lieu.

## Biographie
Il est le fils d'un avocat en parlement originaire de Clairvaux, Jean-François Andurand, et de Marie Lobinhes.
Il est l'un des premiers ingénieurs géomètres du bureau du cadastre de Haute-Guyenne. 
Avocat, il est député du tiers état aux états généraux de 1789 pour la sénéchaussée de Villefranche-de-Rouergue. Il est ensuite administrateur du département puis président du tribunal criminel en 1801.

## Sources
- « Antoine Andurand », dans Adolphe Robert et Gaston Cougny, Dictionnaire des parlementaires français, Edgar Bourloton, 1889-1891 [détail de l’édition]
- Sa fiche sur le site de l'Assemblée nationale [2]